# غريغ شالمرز
غريغ شالمرز (بالإنجليزية: Greg Chalmers)‏ هو لاعب غولف أسترالي وأمريكي، ولد في 11 أكتوبر 1973 في سيدني في أستراليا.

## وصلات خارجية
- غريغ شالمرز على موقع رابطة لاعبي الغولف المحترفين (الإنجليزية)
- غريغ شالمرز على موقع رابطة أوروبا للاعبي الغولف المحترفين (الإنجليزية)
- غريغ شالمرز على موقع التصنيف العالمي الرسمي للغولف (الإنجليزية)